# Jenny Fouasseau
Jenny Fouasseau est une joueuse française de basket-ball née le 9 janvier 1992 à Reims (Marne) évoluant au poste d'arrière et d'ailière.

## Biographie
Internationale dès l'âge de 15 ans Jenny remporte le tournoi de l'amitié avec l'équipe de France U15, ensuite elle obtient une médaille de bronze avec l'équipe de France U16 en 2008 (7.9 points / 2.1 rebonds et 1.3 assistances par match) et en 2011 elle termine 6e des championnats du monde avec l'équipe de France U19 (6.8 points / 3.8 rebonds et 0.4 assistances par match).
Elle commence sa carrière professionnelle à l'âge de 18 ans auprès de son club de toujours le Reims Basket féminin. Elle y passe 3 saisons, au fil desquelles elle gagne en temps de jeu (14:22 pour la saison 2009-2010 contre 31:34 pour la saison 2011-2012) et devient un pilier de son équipe.
Pour la saison 2012-2013 elle décide de rejoindre le COB Calais (relégué en LF2 en 2010-2011) club jouant en tête de tableau LF2. Durant sa deuxième saison dans le club nordiste, le COB Calais termine premier et se voit promu en Ligue féminine de basket et reçoit le Final Four 2014 ; Jenny termine vice-championne de France LF2 après une défaite en finale face à Perpignan (77-56). Elle termine la saison en tant que 18e meilleure marqueuse, 13e meilleur pourcentage à 3pts et 3e meilleure passeuse  de la LF2.
Pour la saison 2014-2015 elle reste au COB Calais afin de répondre à ses ambitions et d'évoluer au sein de l'élite féminine (LFB). Après avoir contribué au maintien de Calais (9,4 points et 2,4 passes décisives de moyenne), elle signe à Arras pour la saison 2015-2016. Malgré une bonne saison (9,8 points,  2,9 rebonds et 2,1 passes décisives), elle ne peut éviter la relégation d'Arras et rejoint donc pour la saison 2016-2017 une autre équipe de LFB, Lyon.
En juin 2018, elle annonce s'engager pour une deuxième saison consécutive dans le Hainaut. Sa saison 2019-2020 est perturbée par deux blessures.

## Clubs
| Saison      | Équipe                             | Pays   |
| ----------- | ---------------------------------- | ------ |
| 1997 - 2012 | Reims                              | France |
| 2012 - 2015 | COB Calais                         | France |
| 2015 - 2016 | Arras Pays d'Artois Basket Féminin | France |
| 2016 - 2017 | Lyon Basket féminin                | France |
| 2017 - 2020 | Saint-Amand Hainaut Basket         | France |

## Palmarès
Université
- 2011 et 2012 : Championne de France universitaire avec l'Université de Reims Champagne-Ardenne

Club
- 2011 : Vice-Championne de France LF2 avec Reims Basket féminin
- 2014 : Vice-Championne de France LF2 avec le COB Calais

Sélection nationale
- 2007 :  tournoi de l'amitié avec l'équipe de France U15
- 2008 :  Championnat d'Europe U16 à Katowice en Pologne
- 2011 : 6e du championnat du monde U19 à Puerto Montt au Chili
- 2018 :  Championnat d'Europe 3x3 FIBA à Bucarest